# Друкарство у Львові
З друкарством у Львові пов'язують зародження друкарства в Україні.

## Перші друкарні у Львові
За даними, які відкрилися дослідникам друкарства тільки в останні роки, у 1460 році львівський міщанин Степан Дропан подарував свою друкарню львівському Онуфріївському монастирю. Це перша з відомих згадок про друкарство у Львові і Україні загалом. Уявний портрет першодрукаря Степана Дропана у майстерні створений сьогодні в рамках проекту «Українці у світі».
У 1572—1573 роках у Львові Іван Федорович (Федоров) заклав широко відому «друкарню Федорова», яку тривалий час вважали першою в місті. Разом із тим, напис на надгробку Івана Федоровича свідчить, що він відновив занедбану раніше справу. Разом із тим, його роль у тогочасному культурному житті важко переоцінити.
У лютому 1574 року у Львові І. Федорович закінчив друкувати першу відому нам книгу в Україні — «Апостол», який закінчувався спеціально написаною післямовою, де описано історію створення львівської друкарні Федорова. У цьому ж році І. Федоров видав один з найвидатніших своїх творів — «Буквар», що був першою спробою створення навчального посібника з граматики старослов'янської мови в історії української науки.
Традиції І. Федорова в книжковій графіці та в художньому оформленні плідно продовжували його учні: син Іван, друкар Гринь Іванович із Заблудова, Сачко Сенькович Сідляр, Сенько Корунка та Мина, чернець Онуфріївського монастиря у Львові, де була перша друкарня Івана Федорова, в якій після нього нові «ремесници і люде ученые показалися», як пише в своєму листі 1586 року львівський єпископ Гедеон Балабан.
Однією з найвідоміших українських друкарень стала Львівська братська друкарня — заснована 1573 року, яка спочатку діяла при Успенській церкві. У 1591 р. тут видано збірник віршованих декламацій «Просфонима» та грецько-церковнослов'янську граматику «Адельфотес».

## 17 століття
У 17 ст. у Львові діяли друкарні Михайла Сльозки, Арсенія Желиборського та Йосифа Шумлянського.
- Друкарня Сльозки проіснувала з 1638 р. до 1670 р. У період 1638—1667 рр. було видано 42 друки, зокрема твори Йоаникія Галятовського «Ключ розумінія» та «Небо новоє».

- Друкарня православного єпископа Арсенія Желіборського діяла у 1644—1646 рр. при церкві св. Юра. Тут видано тільки 3 друки: Требник, Номоканон, Служебник.

- Друкарня греко-католицького єпископа Йосифа Шумлянського діяла у 1687—1888 рр. при церкві св. Юра. Вона видала два видання — Метрика і Псалтир.

Пізніше за допомогою Й. Шумлянського при церкві св. Юра заклали нову друкарню, на чолі якої став Йосиф Городецький. Йому належить видання першого друкованого східнослов'янського видання з нотами — Ірмологіону (1700 рік).
- Львівська братська друкарня з 1608 р. діяла вже при Онуфріївському монастирі. У 1609 р. тут видано Часослов і Псалтир. У 1628 р. у друкарні сталася пожежа. Вціліле обладнання передано до братської школи. У 1633—1634 рр. для друкарні добудовують другий поверх школи. У 1630—1644 рр. у братській друкарні виготовлено 18 видань, з них 14 церковнослужбових. У 30-40-х роках 17-го сторіччя друкарня Львівського Успенського братства видає декілька багатоілюстрованих видань — зокрема Євангелія 1636 р. (понад 50 дереворитів).

У другій половині 17 ст. умови для українського книгодрукарства у Львові погіршилися. Після поразки у 1651 р. українського війська під Берестечком польська адміністрація призупиняє діяльність кириличних друкарень Львова. Діяльність друкарні Львівського Успенського братства у цих умовах обмежується виданням малоформатних книжок — Букварів і Часословів. Хоча видається і Тріодь цвітна, Тріодь пісна, Требник, Октоїх, Євангеліє, Анфологіон, Апостол та ін.

## 18 століття
- Першу половину 18 ст. діяльність друкарні Львівського Успенського братства продовжує обмежуватися виданням малоформатних книжок — Букварів і Часословів. До того ж друкарня діє з великими перервами. У 1745 р. видано префекта Києво-Могилянської академії Михайла Козачинського «Філософія Арістотелева». У другій половині 18 століття друкарня продовжує працювати нерегулярно, видання виглядають скромно, друкуються на старих шаблонах. У 1772 р. з переходом Галичини під контроль Австрії діяльність друкарень поставлена під цензорський контроль. У 1787 р. після скасування Ставропігійського братства друкарня переходить до Ставропігійського інституту.
- На початку XVIII ст. у Льові діяла польсько-латинська друкарня братства Св. Трійці при Львівському катедральному соборі.
- Приватні друкарні цього часу у Львові: Йосифа Гольчевського (1735—1751), Івана Филиповича (1753—1767, найпотужніша), Яна Шліхтина (1755—1787).

## Сучасне друкарство у Львові
Станом на 2003 рік у Львові діяло у видавничій сфері (підприємств)[джерело?]:
- 163 — видавнича справа;
- 198 — поліграфічна діяльність;
- 5 — тиражування записів на магнітних носіях.

На підприємствах галузі було зайнято понад 10 тис. осіб (5,8 % зайнятих у промисловості).
Нині у Львові діє Українська академія друкарства.

## Публікації
- Машталір Р. М. Розвиток поліграфії на Україні: [моногр.] / Р. М. Машталір, Ж. М. Ковба, М. Д. Феллер. — Львів: Вища школа. Вид-во при Львів. ун-ті, 1974. — 188 с.
- Друкарні міста Львова XVIII століття / Г. М. Савчук // Поліграфія і вид. справа. — 2009. — № 2. — С. 62-69. — Бібліогр.: 10 назв.
- Низовий М. А. «Чи було книгодрукування в Україні до Івана Федорова?» (Хто ставить це запитання і як на нього відповідають) // Вісник Книжкової палати. — 2006. — № 9. — С. 32–37.
- Дурняк Б. В. Видавничо-поліграфічна галузь України: стан, проблеми, тенденції. статистично-графічний огляд [Текст]: моногр. / Б. В. Дурняк, А. М. Штангрет, О. В. Мельников. — Львів : Укр. акад. друкарства, 2006. — 274 с. — ISBN 966-322-057-0.
- Дурняк Б. В. Видавнича справа та поліграфічна діяльність в Україні [Текст]: моногр. / Б. В. Дурняк, А. М. Штангрет, О. В. Мельников, Я. М. Угрин. — Львів : Укр. акад. друкарства, 2009. — 150 с. — ISBN 978-966-322-153-3.
- Овчінніков В. Історія книги. — Львів : Світ, 2005. — 420 с.; іл. — ISBN 966-603-169-8.
- З вершин першого тисячоліття // Друкарство.  — 1998. — С. 6–13.
- Папірні в Україні // Друкарство. — 1998 (вересень — грудень). — С. 14–15.
- Запаско Я., Мацюк О., Стасенко В. Початки українського друкарства. — Львів, 2000. — 222 с.
- Запаско Я. П., Мацюк О. Я. Львівські стародруки: Книгознавчий нарис. — Львів, 1983. — 175 с.
- Мацюк О. Я. Папір та філіграні на українських землях. — Київ, 1974.
- Мацюк О. Я. Новые документы о типографе С. Соболе // Фёдоровские чтения, 1973. — М., 1976. (рос.)
- Шустова Ю. Э. Документы Львовского Успенского Ставропигийского братства (1586—1788): источниковедческое исследование. — М. : Рукописные памятники Древней Руси, 2009. — 648 с.: илл. (рос.)